# 昭古可汗
昭古可汗（?—?），是契丹遥辇氏的第六任可汗，其在位时间大约相当于唐文宗。曾经四次遣使至长安朝贡唐朝，但由于契丹依附回纥，唐朝不册封契丹首领为松漠都督。辽国建立后，昭古可汗的子孙为遥辇九帐之一，知名者有耶律海里和耶律阿没里。
| 前任： 鲜质可汗 | 契丹可汗 | 繼任： 耶澜可汗 |